# Arthur A. Neu
Arthur Alan Neu (ur. 9 lutego 1933 w Carroll, zm. 2 stycznia 2015 w Des Moines) – amerykański polityk, 40 wicegubernator stanu Iowa w latach 1973–1979. Członek Partii Republikańskiej.

## Życiorys
Studia prawnicze ukończył na Northwestern University, a następnie rozpoczął praktykę prawniczą w rodzinnym mieście. W tym okresie rozpoczął karierę polityczną. W latach 1967–1973 zasiadał w Senacie Iowa. W 1972 został wytypowany na zastępcę gubernatora stanu Iowa Roberta Raya. Stanowisko piastował w latach 1973–1979. W latach 1982–1985 burmistrz Carroll.